# Nikołaj Żukowski (rewolucjonista)
Nikołaj Iwanowicz Żukowski (ur. w 1833 w guberni orenburskiej, zm. 10 maja 1895 w Genewie) – rosyjski anarchista i rewolucjonista, bliski współpracownik Michaiła Bakunina.

## Życiorys
Nikołaj Żukowski urodził się w rodzinie właściciela niewielkiego majątku ziemskiego. Po ukończeniu Uniwersytetu Moskiewskiego krótko pracował w archiwum Ministerstwa Spraw Zagranicznych. W 1862 r. zamieszany wraz ze swymi braćmi, Władimirem i Wasilijem, w sprawę nielegalnej drukarni studenta Piotra Bałłoda, musiał wyjechać za granicę. Został zaocznie skazany przez Sąd Senatu za niestawienie się przed sądem na pozbawienie wszystkich praw i konfiskatę majątku.
W Londynie pomocy udzielili mu Aleksandr Hercen i Nikołaj Ogariow, a on poświęcił pierwsze lata na emigracji organizowaniu kolportażu wydawnictw Hercenowskich do Rosji. Osiadł w tym celu, zgodnie z życzeniem Hercena, w Dreźnie. Od 1864 r. przeniósł się do Szwajcarii i od razu zdobył poważną pozycję w życiu emigracji rosyjskiej. W 1867 r. zetknął się po raz pierwszy z przybyłym do Genewy Michaiłem Bakuninem, stając się odtąd jego najbliższym współpracownikiem i przyjacielem. Wydawał wspólnie z nim i Nikołajem Utinem pismo rewolucyjne "Narodnoje dieło". Opuścił redakcję z powodu rozdźwięków ideowych z Utinem.
W latach 1869–1870 brał udział w akcji wydawniczej Michaiła Bakunina i Siergieja Nieczajewa. Mimo negatywnej oceny postawy Nieczajewa ogłosił publiczny protest w jego obronie. Był członkiem Ligi Wolności i Pokoju i Międzynarodowego Aliansu Demokracji Socjalistycznej, a następnie, po rozwiązaniu tej organizacji, znalazł się w genewskiej sekcji I Międzynarodówki. Opuścił ją demonstracyjnie w 1872 r. po wykluczeniu z niej Bakunina.
W 1876 r. - w myśl porozumienia między "młodymi bakuninistami" a rewolucjonistami przybyłymi z Rosji - został współredaktorem gazety "Rabotnik", a po jej zamknięciu - "Obszcziny". Wchodził także w skład redakcji wydawanego przez anarchistów Ch. Perrona i E. Reclusa pisma "Le Travailleur". W latach 80. XIX w. odsunął się od działalności politycznej. 
Zmarł w Genewie 10 maja 1895 r.